# Raderstraße

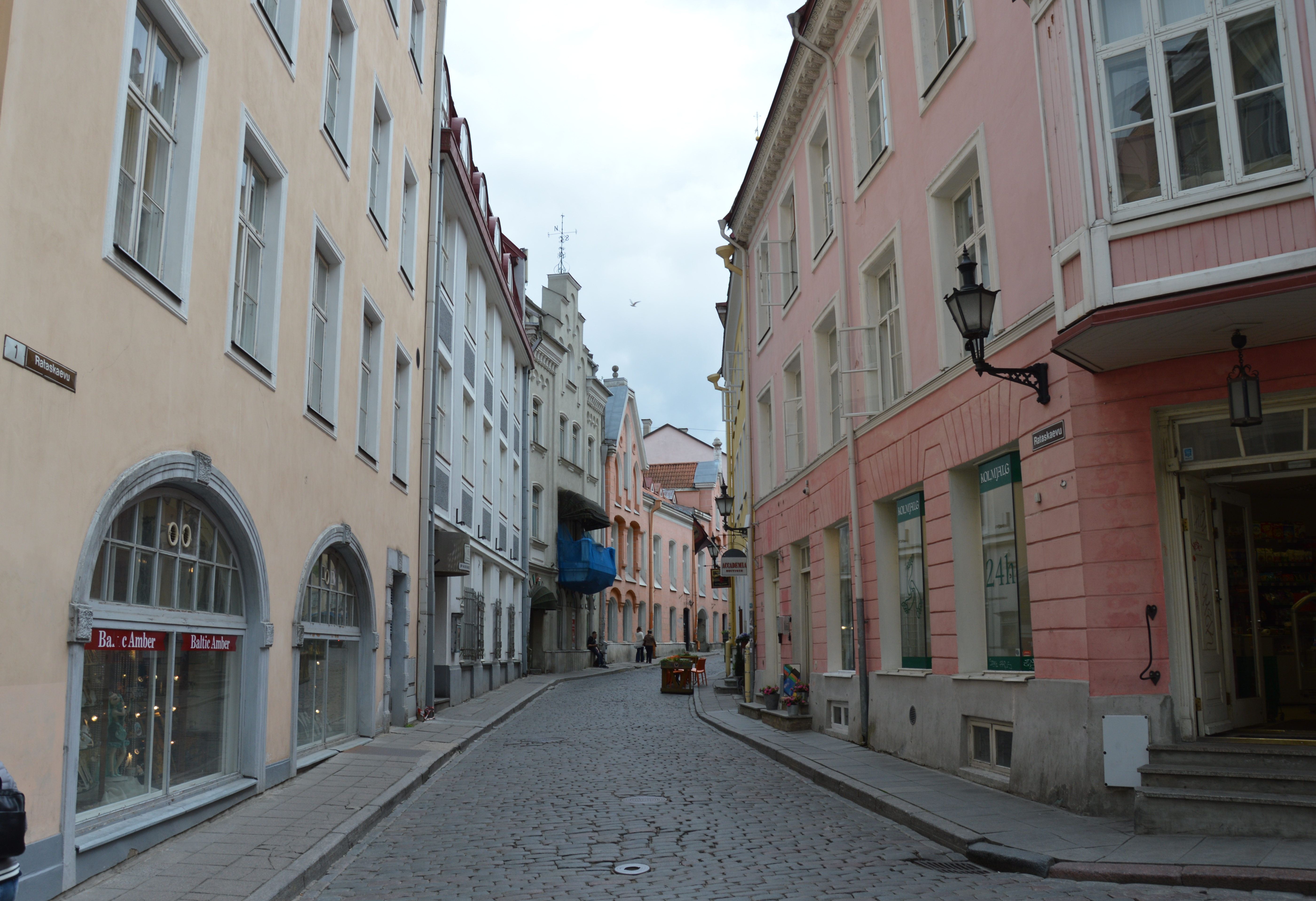
Raderstraße, Blick von Norden

Die Raderstraße (estnisch Rataskaevu tänav) ist eine Straße in der estnischen Hauptstadt Tallinn (deutsch Reval).
Sie verläuft von der Langstraße (estnisch: Pikk) im Norden aus über 160 Meter in südwestlicher Richtung bis zum Übergang in die Ritterstraße (Rüütli). Am südlichen Ende mündet von Westen die Straße Kurzer Domberg (Lühike jalg) und von Osten die Nikolaistraße (Niguliste) ein. Etwa in der Mitte des Straßenverlaufs bildet die Raderstraße einen kleinen Platz, auf den von Osten die Dunkerstraße (Dunkri) mündet. Auf dem Platz befindet sich der Radbrunnen, dem die Straße ihren Namen verdankt. Nordöstlich des Platzes steht das Hotel St. Petersbourg.
Von 1917 bis 1924 lebte der estnische Opernsänger und Schauspieler Alfred Sällik im Haus Raderstraße 18. Eine am Gebäude befestigte Gedenktafel erinnert an ihn. Am Haus Raderstraße 22 befindet sich eine weitere Gedenktafel, die an den Maler Michel Sittow erinnert. Eine am Hotel St. Petersbourg befindliche Tafel erinnert an die dort 1901 erfolgte Gründung des Radfahrerverband Kalev, der heute als Eesti Spordiselts Kalev besteht.
Die Gebäude Raderstraße 8 und 14 gehen bis auf das 15. Jahrhundert, das Haus Raderstraße 16 bis auf das 14. Jahrhundert zurück. Alle drei Gebäude sind als Baudenkmale eingetragen. Im Haus Raderstraße 2 befindet sich der Sitz der Belgischen Botschaft.